# Eremophila sargentii
Eremophila sargentii är en flenörtsväxtart som först beskrevs av Spencer Le Marchant Moore, och fick sitt nu gällande namn av R.J. Chinnock. Eremophila sargentii ingår i släktet Eremophila och familjen flenörtsväxter. Inga underarter finns listade i Catalogue of Life.